# Тактичний напад
Тактичний напад (англ. Tactical Assault) — американський трилер 1998 року.

## Сюжет
У 1990 році двоє американських винищувачі F-16, Джон «Док» Голідей і Лі Беннінг, здійснюють розвідувальний політ у небі над Іраком. Несподівано на них нападають іракські літаки. Американці відбиваються від ворога, але Док намагається збити пасажирський авіалайнер і щоб зупинити його Беннінгу доводиться збити напарника. Через сім років весь цей час Доку довелося провести в іракському полоні і тепер він повертається до Америки де його зустрічають як героя. Його відправляють служити до Боснії де служить Лі Беннінг. Док звинувачує його у позбавленні волі та руйнуванні кар'єри, і хоче помститися колишньому другу, якого вважає зрадником.

## У ролях
| Актор               | Роль                       |
| ------------------- | -------------------------- |
| Рутгер Гауер        | капітан Джон «Док» Голідей |
| Роберт Патрік       | полковник Лі Беннінг       |
| Ізабель Глессер     | Дженніфер Беннінг          |
| Дей Янг             | доктор Бакстер             |
| Кен Говард          | генерал Горацій Вайт       |
| Баррі Цетлін        | контролер AWACS            |
| Гаррі Джеймс        | жінка рядовий              |
| Там Логан           | лейтенант Конклін          |
| Венді Бенсон-Лендіс | Морін                      |
| Френк Моран         | ірландський сетер          |
| Брюс Андерсон       | лейтенант Робертс          |